# Mahmoud Dicko
Mahmoud Dicko (nacido alrededor de 1954) es un imán salafista maliense de la región de Tombuctú. Líder político-religioso considerado en 2020 como una de las personalidades más influyentes del país. Formado en las escuelas coránicas de Mauritania y Arabia Saudí, es wahabista y mantiene una posición rigorista del islam. Presidió el Alto Consejo Islámico de Malí (HCIM) de enero de 2008 a abril de 2019  y ha ejercido labores de mediación entre el gobierno de Malí y los grupos yihadistas del norte del país. Tras apoyar al presidente Ibrahim Boubacar Keïta en las elecciones de 2013 en 2017 pasó a la oposición. El 7 de septiembre de 2019 lanzó su propio partido político: Coordinación de Movimientos, Asociaciones y Simpatizantes CMAS. Ha convocado en 2019 y 2020 diversas manifestaciones contra el presidente con una importante participación. 

## Biografía
Nacido en el seno de una familia de notables de Tombuctú continuó su formación en dos madrasas (escuelas religiosas) mauritanas reputadas, según el historiador Jean-Loouis Triaud en 2014. Fue a la universidad de Medina, en Arabia Saudita, cuna del wahabismo. Tiene por ello una formación por encima del nivel habitual de los hombres de religión locales señalan los analistas.
A principios de la década de 1980 fue el imán de la mezquita de Badalabougou en Bamako. De obediencia salafista quietista, se presenta como sunita y rechaza el término wahabita  Fue secretario general de la Asociación Maliense para la Unidad y el Progreso del Islam (AMUPI), correa de transmisión del partido único del ex dictador Moussa Traoré y Primer Secretario saliente de Asuntos Religiosos.
Presidió el Alto Consejo Islámico de Malí (HCIM) de enero de 2008 a abril de 2019.

### Vigilante de la moral
En 2009, se opuso al proyecto del código de familia en Malí presentado por el gobierno para otorgar más derechos a las mujeres y logró frenar la modificación gracias a una gran movilización.
En 2018 obtuvo la retirada de manuales escolares que abordaban la educación sexual.
25 de noviembre de 2015 tras el ataque contra el Radisson Blu en Bamako, declaró en VOA:  Los terroristas nos han sido enviados por Dios para castigarnos por la promoción de la homosexualidad, importada de occidente y que prospera en nuestra sociedad 

### Mediador con los grupos yihadistas
Con frecuencia se ha situado en el papel de mediador en liberación de prisioneros, acceso humanitario y diálogo político. Su erudición islámica y su rigorismo religioso le confieren cierto crédito entre los yihadistas mientras que su proximidad con la élite política de Bamako da seguridad a los dirigentes de Malí señala el periodista Célian Macé en junio de 2020.
En 2012, durante la guerra de Malí, se posicionó a favor del diálogo con los islamistas de nacionalidad maliense y se trasladó en persona hasta Gao para reunirse con los grupos yihadistas.  Se reunió con Iyad Ag Ghali, el líder de Ansar Dine. En 2013, dijo que la intervención del ejército francés en Malí, en apoyo del ejército de Malí contra grupos yihadistas armados, no era una agresión contra el islam, sino que Francia estaba presente en ayuda de "un pueblo en apuros", que ha sido abandonado por todos estos países musulmanes a su propio destino.
Durante las elecciones presidenciales malienses de 2013, apoyó la candidatura de Ibrahim Boubacar Keïta.
En diciembre de 2015 en la Gran Mezquita de Bamako, Mahmoud Dicko declara que el yihadismo es una "creación de los occidentales" y de Francia para "recolonizar Mali".
El 30 de octubre de 2016 el Imam Mahmoud Dicko declara haber recibido, después de ocho meses de discusiones, una carta de Iyad Ag Ghali en la que este último anuncia "el cese de ataques en todo el territorio". Pero Ansar Dine niega estas declaraciones el 2 de noviembre.
En abril de 2020 expresó su disponibilidad para negociar la liberación del líder de la oposición Soumaila Cissé secuestrado el 20 de marzo durante un acto de campaña electoral en el norte de Malí.

### Dicko pasa a la oposición política
Tras haber apoyado a Ibrahim Boubacar Keïta hacia finales de 2017 pasa a la oposición y presiona para que dimita en 2019 el primer ministro Soumeylou Boubèye Maïga. El 5 de abril de 2019 logra reunir de 30.000 a 50.000 personas en una manifestación contra el gobierno. El 7 de septiembre de 2019 lanza la Coordinación de movimientos, asociaciones y simpatizantes, CMAS, un movimiento político que sigue su línea islamista dirigido por su protegido y brazo derecho Issa Kaou N'Djim.
En junio de 2020, su CMAS se unió a una amplia plataforma de oposición, el Movimiento del 5 de junio-Unión de Fuerzas Patrióticas (en francés: Mouvement du 5 juin-Rassemblement des Forces Patriotiques M5-RFP). Según el análisis de Aly Tounkara, " Muchos oponentes que no habrían tenido la oportunidad de llegar al poder decidieron confiar en el imán y sus miles de seguidores, dándole un gran poder político. 
El viernes 19 de junio de 2020, logró organizar una manifestación de decenas de miles de seguidores y simpatizantes para pedir la dimisión del presidente Ibrahim Boubacar Keïta.
El 10 de julio Issa Kaou N'Djim hace un llamamiento para que la población se manifieste y proteste ante la Asamblea Nacional y la Oficina de Radio y Televisión de Malí que fue asaltada.
El 5 de febrero de 2021 hizo público un "Manifiesto para la refundación de Mali" en el que asegura que "el estado que gobierna ya no tiene sentido" insiste en la necesidad del diálogo con los grupos armados y en la refundación del ejército.
El 17 de febrero de 2024, partidarios del Imam Mahmoud Dicko crearon Sinergia de Acción para Mali, una coalición de partidos y asociaciones que se oponen a la junta militar maliense.
El 6 de marzo de 2024, el gobierno de Malí disolvió la Asociación denominada “Coordinación de Movimientos, Asociaciones y Simpatizantes del Imam Mahmoud Dicko” (CMAS).

## Vida personal
Está casado con dos mujeres y es padre de una decena de hijos.